# ISO 3166-2:BB
ISO 3166-2:BB é o subconjunto de códigos definidos em ISO 3166-2, parte do padrão ISO 3166 publicado pela Organização Internacional para Padronização (ISO), para os nomes das principais subdivisões de Barbados.
Os códigos cobrem 11 paróquias. Cada código é composto de duas partes, separadas por um hífen. A primeira parte é BB, o código ISO 3166-1 alfa-2 de Barbados, A segunda parte é de dois dígitos (01-11).

## Códigos atuais
Códigos ISO 3166 e nomes das subdivisões estão listadas como é o padrão oficial publicada pela Agência de Manutenção (ISO 3166/MA).
As colunas podem ser classificadas clicando nos respectivos botões.

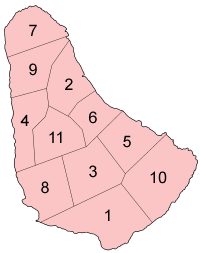

| Código | Paróquia      |
| ------ | ------------- |
| BB-01  | Christ Church |
| BB-02  | Saint Andrew  |
| BB-03  | Saint George  |
| BB-04  | Saint James   |
| BB-05  | Saint John    |
| BB-06  | Saint Joseph  |
| BB-07  | Saint Lucy    |
| BB-08  | Saint Michael |
| BB-09  | Saint Peter   |
| BB-10  | Saint Philip  |
| BB-11  | Saint Thomas  |

## Mudanças
As seguintes alterações para a entrada foram anunciadas em boletins pela ISO 3166/MA desde a primeira publicação da ISO 3166-2, em 1998:
| Boletim | Data da publicação  | Descrição da alteração no boletim                                  |
| ------- | ------------------- | ------------------------------------------------------------------ |
| I-8     | 17 de abril de 2007 | Além das subdivisões administrativas e de seus elementos de código |